# Pătrat unitate

Pătrat unitate în planul real

În matematică un pătrat unitate este un pătrat ale cărui laturi au lungimea de 1 unitate. Adesea, pătratul unitate se referă expres la pătratul din planul cartezian cu colțuri în cele patru puncte (0, 0), (1, 0), (0, 1) și (1, 1). Dacă punctul de intersecție al diagonalelor este situat în originea axelor atunci vârfurile pătratului unitate sunt situate pe cercul unitate.

## Coordonate carteziene
Într-un sistem de coordonate carteziene cu axele de coordonatele (x, y), un pătrat unitate este definit ca un pătrat format din punctele în care atât x cât și y se află într-un interval unitate închis de la 0 la 1.
Adică, un pătrat unitate este produsul cartezian I × I, unde I este intervalul unitate închis.

## Coordonate complexe
Pătratul unitate poate fi considerat și ca o submulțime a planului complex, spațiul topologic format din numerele complexe. În această abordare cele patru colțuri ale pătratului unitate sunt la cele patru numere complexe 0, 1, i și 1 + i.

## Problema distanței raționale
Nu se știe dacă vreun punct din plan este o distanță rațională față de toate cele patru colțuri ale pătratului unitate.